# Кэйкоги
Кэйкоги (яп. 稽古着, 稽古衣, костюм для тренировок) — униформа, носимая при занятиях боевыми искусствами. В России и в странах бывшего СССР кэйкоги часто, но ошибочно называют «кимоно» (главное их отличие в том, что у кимоно нет штанов). Синонимом слова кэйкоги является слово «доги» (яп. 道着 до:ги, «одежда для занятий будо») в неяпонском спортивном лексиконе нередко сокращаемое и называемое «ги» («одежда», «форма»).

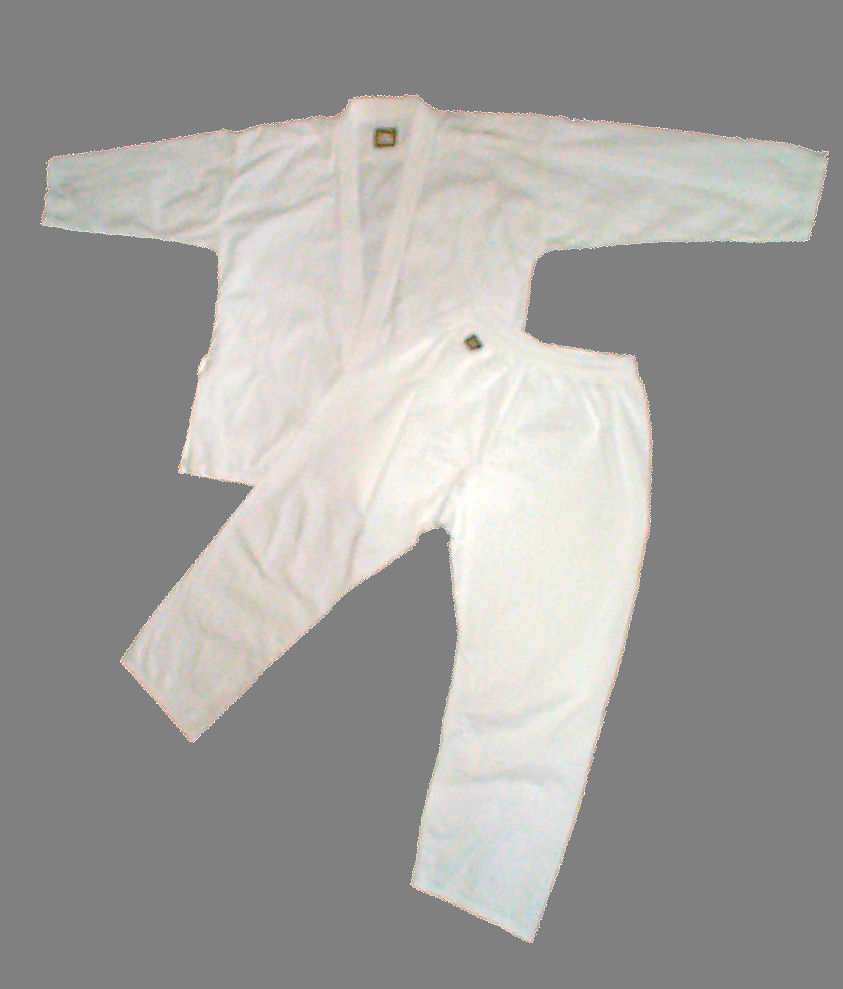
Кэйкоги

Термин кэйкоги используется для обозначения униформы, носимой при занятиях боевыми искусствами. Для различных боевых искусств используются различающиеся между собой кэйкоги:
- айкидоги (合気道着 или 合気道衣, айкидо);
- дзюдоги (柔道着 или 衣, дзюдо);
- дзюдзюцуги (柔術着 или 柔術衣, джиу-джитсу);
- каратеги[англ.] (空手着 или 空手衣, карате);
- кэндоги (剣道着 или 剣道衣, кэндо), обычно состоящий из уваги[англ.] и хакама;
- синобисёдзоку (ниндзюцу);
- ги (Jiu-Jitsu Brasileiro Gi, бразильское джиу-джитсу);
- тобок (добок) (тхэквондо, хапкидо).
- кудоги (空道着) (кудо)